# Мушкетёры двадцать лет спустя
«Мушкетёры двадцать лет спустя» — четырёхсерийный художественный телефильм, снятый объединением «Союзтелефильм» (совместное советско-французское предприятие «Москва», фирма-студия «Катран») при участии Одесской киностудии по мотивам романа А. Дюма-отца «Двадцать лет спустя», продолжение фильма «Д’Артаньян и три мушкетёра». Съёмки фильма начались летом 1990 года и проходили в течение десяти месяцев в Таллине, Ленинграде и Одессе. В августе 1991 года на студии «Рекорд-класс» были записаны песни для фильма в исполнении Игоря Наджиева. В 1992 году работа над фильмом (озвучивание и монтаж) была окончена, премьера состоялась с 1 по 4 января 1993 года на 1-м канале Останкино.

## Сюжет
В неспокойное для Франции и себя лично время первый министр королевства Франции кардинал Мазарини требует у королевы Анны Австрийской выдать ему имена четверых друзей, которые успешно помогали ей в борьбе против кардинала Ришельё.
Под давлением Мазарини королева Анна называет имя Д’Артаньяна, лейтенанта королевских мушкетёров. Мазарини вызывает Д’Артаньяна и приказывает ему разыскать Атоса, Портоса и Арамиса, чтобы привлечь их к себе на службу. Но Д’Артаньяну удаётся выполнить поручение Мазарини лишь частично: к нему присоединяется только далёкий от политики Портос, ставший богатым помещиком дю Валлон. Атос, который в то  время занимался воспитанием своего сына Рауля, и Арамис, ставший аббатом Д’Эрбле, находятся на стороне враждебной кардиналу Фронды, возглавляемой находящимся в заточении герцогом Бофором. Так бывшие друзья временно оказываются противниками. И пути их пересекаются уже с побегом герцога Бофора из Венсенского замка. Однако  дружба — сильнее политических интриг. И когда Мордаунт, сын коварной леди Винтер, вознамерился отомстить мушкетёрам за смерть своей матери, отважная четвёрка вновь воссоединяется.
Их новый противник, Мордаунт,  не слишком-то щепетилен в выборе средств для устранения своих врагов. Первой целью его мести становится палач из Лилля, который когда-то обезглавил миледи (хотя до того Мордаунт успел подослать наёмных убийц к Арамису). Перед смертью палач называет имя одного из тех людей, по заказу которых он казнил миледи. Это имя — граф де Ла Фер, он же Атос. Узнав имя Атоса, Мордаунт идёт по его следу и узнаёт имена всех остальных. После чего, Мордаунт убивает своего дядю лорда Винтера, знавшего всё о смерти его матери.  Четверо друзей вступают с ним, а также с примкнувшим к нему господином де Жюссаком, своим давним врагом, в борьбу, которая завершится победой над обоими. Отважным мушкетёрам придётся вступить в борьбу и с самим кардиналом Мазарини, которую первый министр ожидаемо проиграет.

## В ролях
- Михаил Боярский — д’Артаньян
- Вениамин Смехов — Атос
- Валентин Смирнитский — Портос
- Игорь Старыгин — Арамис (озвучивание Игорь Ясулович)
- Виктор Авилов — Джон Френсис Винтер он же Мордаунт
- Анатолий Равикович — кардинал Мазарини
- Алиса Фрейндлих — Анна Австрийская
- Юрий Дубровин — Ла Шене
- Екатерина Стриженова — Мадлен
- Алексей Петренко — Карл I
- Олег Белов — Оливер Кромвель
- Арнис Лицитис — лорд Винтер (озвучивание Владимир Кузнецов)
- Ольга Кабо — герцогиня де Шеврёз
- Сергей Шнырёв — виконт де Бражелон
- Павел Винник — Ла Раме
- Игорь Дмитриев — герцог Бофор
- Юрий Шерстнёв — Лилльский палач
- Елена Караджова — королева Генриетта
- Владимир Балон — де Жюссак
- Вадим Кондратьев — Комменж
- Борис Кащеев — Фламаран
- Лилия Иванова — принцесса Генриетта
- Сергей Боярский — Карл II в детстве
- Юлия Шолкова — Луиза де Лавальер в детстве
- Виктор Павловский — бывший судейский
- Эрменгельд Коновалов — Мушкетон, слуга Портоса
- Яак Прийнтс — Гримо, слуга Атоса
- Валентин Маслов — хозяин трактира в деревне
- Лариса Луппиан — монахиня
- Василий Векшин — главнокомандующий армией Карла I
- Александр Бараблин — комиссар Парламента
- Инга Ильм — служанка  герцогини де Шеврёз
- Евгений Герчаков — Ла Брюйер
- Валентин Букин — дю Бертуа

## Съёмочная группа
- Генеральный продюсер: Юрий Конончук
- Продюсеры: Олег Ботогов, Георгий Юнгвальд-Хилькевич
- Авторы сценария: Георгий Николаев, Георгий Юнгвальд-Хилькевич
- Режиссёр-постановщик: Георгий Юнгвальд-Хилькевич
- Оператор-постановщик: Александр Носовский
- Художник-постановщик: Лариса Токарева
- Художник по костюмам: Светлана Яновская
- Композитор: Максим Дунаевский
- Автор текстов песен: Леонид Дербенёв
- Песни исполняет: Игорь Наджиев
- Звукооператор: Эдуард Гончаренко
- Аранжировка и запись музыки: Светослав Лазаров
- Постановщик трюков и фехтования: Владимир Балон, при участии Виталия Василькова
- Конно-трюковое обеспечение: ЛПТП «Простор» под управлением Николая Павлюка
- Режиссёр монтажа: Ирина Блогерман
- Директора фильма: Владимир Мальцев, Олег Могучев

## Песни, прозвучавшие в фильме
- «Ангел-хранитель»[4], исполняет Игорь Наджиев[5].
- «Песня о матери»[4][6], исполняет Игорь Наджиев.
- «Наша честь»[6], исполняет Игорь Наджиев.
- «Я боюсь этой тьмы», исполняет Игорь Наджиев.
- «Что я без тебя?», исполняет Игорь Наджиев.
- «Погоня», исполняет Игорь Наджиев (не вошла в фильм).
- «Причина для драки», исполняет Игорь Наджиев (не вошла в фильм).
- «Регги про деньги»[4][6], исполняет Игорь Наджиев (в фильм вошла только минусовая фонограмма песни в качестве фоновой музыки).
- «Песня мушкетёров» («Пора-пора-порадуемся...»), исполняет Михаил Боярский (фонограмма, записанная в 1978 году, звучит в заключительной четвёртой серии, на финальных титрах фильма).

Запись песен и музыки к фильму была произведена на студии «Рекорд-Класс» в 1991 году.
В отличие от первого фильма про мушкетёров (где за музыку отвечал ВИА «Фестиваль»), здесь полностью отсутствует «живая» музыка. Все музыкальные фонограммы, включая партии электрогитары, созданы на одном синтезаторе -  «KORG 01/w» в стерео звучании, которое тем не менее не было применено при производстве и издании самого фильма. Даже при выходе DVD от «Крупного плана» — звук остался монофоническим, а картинка — не восстановленной.

## Съёмки
- Идея снять продолжение «Д’Артаньяна и трёх мушкетёров» родилась в головах у создателей картины в то время, когда Михаил Боярский, Вениамин Смехов, Валентин Смирнитский и Игорь Старыгин достигли возрастов своих героев в романе Александра Дюма «Двадцать лет спустя»[7].
- Съёмки фильмов «Мушкетёры двадцать лет спустя» и «Тайна королевы Анны, или Мушкетёры тридцать лет спустя» велись одновременно, это был один большой проект на шесть серий[8]. По воспоминаниям Игоря Старыгина: «Продолжение сериала было снято по настоянию Боярского. Он буквально замучил уговорами режиссёра Георгия Юнгвальда-Хилькевича. Тот очень долго раскачивался, но потом всё же снял. Правда, в полсилы, уже без того энтузиазма, который был на первом фильме. И потому “20 лет спустя” оказались, по сути, провальными. А ведь параллельно с этой лентой мы снимали и третий фильм — “Тайна королевы Анны” по мотивам романа “Виконт де Бражелон”. Путаница была страшная. Утром мы готовились к одному фильму, после обеда — к другому, и порой забывали, кого же мы в данный момент играем. И всё же “Тайна королевы Анны” получилась получше, чем “20 лет спустя”»[9].
- Приступив к съёмкам фильма «Мушкетёры двадцать лет спустя», Георгий Юнгвальд-Хилькевич долго искал актёра на роль кардинала Мазарини. Тогда Михаил Козаков познакомил его с Анатолием Равиковичем. Об этом в одном из интервью рассказал сам режиссёр: «Мне нужен был актёр на роль кардинала Мазарини. Поделился этой проблемой с Мишей Козаковым, и он воскликнул: „Что же ты ищешь, ведь всё предельно просто! Мазарини — это Толя Равикович!“ Толя действительно был вылитый кардинал, особенно в длинной красной мантии, расшитой золотом. Я тут же позвонил Равиковичу, представился и пригласил на съёмки. Собственно, проб у нас и не было. Толя был сразу утверждён в картину»[10].
- Первоначально Виктор Авилов был очень недоволен ролью Мордаунта. Ему не хотелось играть однозначно беспощадного и фанатичного убийцу, он хотел показать в своём герое какие-то человеческие черты. А для режиссёра Мордаунт являлся олицетворением зла. По его мнению, в противном случае мушкетёры выглядели бы глупо, раз вчетвером хотели убить одного-единственного человека[11]. Сам Авилов рассказывал об этой работе так: «Мне не нравилось, что режиссёр заставил играть то, что мне не по душе. Хотя, когда мы разговаривали перед съёмкой с Юнгвальдом-Хилькевичем, он мне сказал: „Витя, ты пойми, четыре здоровых козла убили твою мать. Как ты должен к ним относиться! Ну как?! С твоей стороны это благородный поступок, особенно в те годы, — отомстить за убийство матери“. Вот и всё его оправдание. Методы убийства — это уже второй вопрос. Люди не понимают и говорят: „Ух, Мордаунт!“»[12][13].
- На съёмочной площадке долго шла полемика о том, как же Атос убьёт Мордаунта. Было решено, что положительному герою не стоит просто так пригвоздить его кинжалом, поэтому при участии постановщика трюков Владимира Балона была придумана сцена засады на мельнице, когда Мордаунт похищает виконта де Бражелона, а мушкетёрам приходится его спасать[14][15]. Поскольку на протяжении всего съёмочного периода возникали проблемы с финансированием и отсутствием нужного количества киноплёнки, Балон выстроил всю драку на фоне раскачивающихся мешков с мукой, чтобы прикрыть и сгладить возможные огрехи и недостатки[8]. Сам Балон, исполнивший роль де Жюссака, вспоминал о съёмках этой сцены: «Была такая задумка, что Атос стреляет в Мордаунта, а тот прикрывается мной и пуля попадает в меня. Я смотрю в глаза Атосу и говорю: „А этот — мой!“  — потом резко разворачиваюсь, колю шпагой Мордаунта и падаю замертво. Беда в том, что нам не хватило плёнки. Если бы у нас была плёнка, то отдельно крупным планом был бы снят взгляд, отдельно выстрел... И было бы всё понятно. А так многие зрители не понимают, что произошло и почему один уколол другого. По сей день это кроссворд для зрителя»[7].
- Во время съёмок фильма «Мушкетёры двадцать лет спустя» Георгий Юнгвальд-Хилькевич был вынужден срочно уехать лечиться[3] в Америку и Михаил Боярский, некоторое время замещая его, снял несколько эпизодов в этой картине как режиссёр[8][16].
- Съёмочную группу дважды обворовывали, украв весь реквизит. Директору картины Олегу Ботогову пришлось договориться с начальством местной колонии, и заключённые в короткие сроки восстановили весь реквизит по фотографиям[17].
- В самом начале съёмок Михаил Боярский неудачно упал с лошади и сломал руку. Поэтому значительную часть съёмочного периода он провёл в гипсе, в перчатке на левой руке[8][17].
- Первоначально музыку к фильму должен был писать Александр Градский[17]. Георгий Юнгвальд-Хилькевич рассказывает об этом в своей книге «За кадром»: «В качестве гонорара Градский получил восемьдесят тысяч. По тем временам сумму огромную. За всю музыку к обоим фильмам — „Мушкетёры двадцать лет спустя“ и „Тайна королевы Анны, или Мушкетёры тридцать лет спустя“. Но он не дал ни одной ноты. И администрация картины потребовала от него вернуть деньги. Но не тут-то было. Ни музыки, ни денег. А весь сыр-бор разгорелся из-за того, что я хотел, чтобы рефреном „Пора-пора-порадуемся…“ звучало. Градскому не понравилось, что помимо его собственных песен, в картине будет звучать песня другого композитора. И тогда я в последний момент снова обратился к Максиму Дунаевскому. Хотя понимал, что Макс такую же музыку, как к „Трём мушкетёрам“, сделать уже не сможет. Макс написал хорошие песни и почти бесплатно: в качестве гонорара дирекция фильма вручила ему „Москвич-2141“. Очень жаль, но музыка к „Двадцать лет спустя“ всё же событием не стала»[3].
- Во время съёмок фильма «Мушкетёры двадцать лет спустя» Михаил Боярский параллельно снимался на киностудии «Ленфильм» в музыкальной картине Яна Фрида «Тартюф»[18] и на «Мосфильме» в кинокомедии Аллы Суриковой «Чокнутые».[19]
- Изначально предполагалось, что все песни в фильме будет исполнять Михаил Боярский. Но Боярский не успел их записать, так как уехал на Дальний Восток, где у него были длительные гастроли, на которых он сорвал голос и у него были проблемы со связками. По этой причине у Георгия Юнгвальд-Хилькевича родился такой режиссёрский ход, что песни в фильме должен исполнять один-единственный певец за кадром. По рекомендации поэта Леонида Дербенёва в качестве исполнителя песен был выбран певец Игорь Наджиев[20][21]. Данное обстоятельство послужило одной из причин, по которой между режиссёром и исполнителями ролей мушкетёров к концу съёмок проектов «Мушкетёры двадцать лет спустя» и «Тайна королевы Анны, или Мушкетёры тридцать лет спустя» сильно испортились отношения[9] и они несколько лет не общались[22].
- На съёмках картины Игорь Старыгин сильно злоупотреблял алкоголем. По словам режиссёра, в одной из сцен он совсем не мог стоять, его поддерживать приходилось: ассистент ложился на пол и шваброй его спину подпирал. Об этом подробно рассказал сам Георгий Юнгвальд-Хилькевич: «На „Мушкетёрах двадцать лет спустя“ у нас с Игорем дикие конфликты были. Старыгин перед сложнейшим эпизодом с лошадьми совсем никакой лежал в гостиничном номере. Финал картины, а Игоря нет, всё пришлось снять с дублёром. Я распорядился отправить его в Москву. А Старыгин, горемыка, когда за ним пришли ассистенты, схватил вешалку-стойку в номере гостиницы и заявил, что она его единственный друг и без неё он никуда не полетит. Игорь был тоненький, но сильный, так с этой вешалкой в обнимку его в самолёт и посадили, с ней он домой и улетел»[23][24].
- На роль Луизы де Лавальер вначале была приглашена Екатерина Стриженова, но затем Георгий Юнгвальд-Хилькевич предложил ей роль Мадлен, которую должна была играть другая актриса. Против кандидатуры Стриженовой выступал Михаил Боярский, так как видел её впервые и относился к ней как к партнёрше, которую ему навязали[25].
- Из воспоминаний Ольги Кабо, исполнительницы роли герцогини де Шеврез: «Я приехала на съёмки, но ещё не была близко знакома ни с режиссёром, ни с актёрами, поскольку до этого у меня были только кинопробы. А когда объявили перерыв на обед, я увидела пасущихся неподалёку лошадей, на которых только что скакали мушкетёры. А я была страстной наездницей (и до сих пор ей остаюсь), быстро познакомилась с каскадёрами и упросила их дать мне покататься верхом. Сев на лошадь, я обо всём забыла, галопом помчалась, куда глаза глядят. Когда Хилькевич это увидел, он закричал в рупор: „Артистка Кабо, что вы делаете? Вы нарушаете правила безопасности, срочно вернитесь на съёмочную площадку!“. Был ужасный скандал. Меня серьёзно ругали, потому что на режиссёре и на съёмочной группе лежала ответственность за то, чтобы все актёры были здоровы и не с переломанными конечностями. Однако Георгий Эмильевич отметил для себя, что я хорошо держусь в седле, поэтому он тут же внёс изменения в сценарий и заново переписал ту сцену, в которой мы должны были играть с Игорем Старыгиным: я к нему стучусь, а он мне открывает дверь. Теперь мы с Арамисом верхом подъезжали к окну, по верёвочной лестнице поднимались наверх, а дальше уже шёл наш основной диалог»[26].
- Во время съёмок фильма часто возникали проблемы с финансированием. Сначала деньги приходили из Москвы (съёмки финансировало телевидение), а когда они кончились, поиск оставшихся сумм лежал уже на режиссёре и продюсере (Олеге Ботогове). По этой причине съёмочный процесс довольно часто прерывался на неопределённое время, а проект растянулся на десять месяцев[8].
- Михаил Боярский и Валентин Смирнитский захотели максимально расширить свои роли и уговорили режиссёра включить в сценарий из романа Дюма философские диалоги д’Артаньяна и Портоса, что привело картину к некоторой затянутости[8][14][15].

### Места съёмок
- Съёмки фильма начались летом 1990 года[1] и проходили в Таллине, Ленинграде, Одессе, Нарве, Ивангороде, Белгороде-Днестровском, Ялте, Петергофе, Павловске[2].
- Тронный зал в Большом Петергофском дворце — первая встреча д’Артаньяна и Портоса. «Эрмитаж» (павильон в ансамбле Нижнего парка в Петергофе) — ужин д’Артаньяна и Портоса.
- В монастыре Святой Бригитты в Таллине были сняты сцены: «Встреча Атоса, Портоса, Арамиса и д’Артаньяна на Королевской площади после ночной погони за герцогом де Бофором» (2-я серия), «Сцена дуэли Атоса и Арамиса с де Жюссаком и Фламараном на Монастырском кладбище» (4-я серия)[27].
- В замке Глена в районе Таллина проходили натурные съёмки поместья Портоса, когда к нему приехал д’Артаньян[27].
- В замке Вазалемма на севере Эстонии снимали натурные сцены в поместье Атоса — замке Бражелон (1-я и 4-я серии)[27]. Парк в поместье Атоса снимался в Верхнем саду Петергофа, а внутренние интерьеры его замка — во дворце Марли.
- Секретарская комната в Большом Петергофском дворце — «Встреча Мордаунта и лорда Винтера» (2-я серия).
- Башня «Толстая Маргарита» в Таллине — «Побег герцога де Бофора из Венсеннского замка» (2-я серия).
- В интерьерах Одесского академического театра оперы и балета была снята сцена на лестнице с кардиналом Мазарини, Ла Шене и де Жюссаком (1-я серия), а также д’Артаньян спускался по этой лестнице, когда выходил из покоев королевы (4-я серия).
- На лестнице во Владимирском дворце Ленинграда была снята «Встреча д’Артаньяна и де Жюссака» (4-я серия).
- Шереметьевский дворец в Ленинграде — в фильме «дворец герцогини де Шеврёз».
- Во дворце Белосельских-Белозерских были отсняты «интерьеры дворца Пале-Рояль» — сцены «Мазарини в мушкетёрском костюме на лестнице перед зеркалом» (1-я серия), «Арест Атоса после встречи с королевой и Мазарини» (4-я серия), «Примирение д’Артаньяна и Мазарини» (4-я серия).
- Выборгский замок — натурные съёмки «Венсеннской тюрьмы».[28] А вот сцены «В оранжерее Венсеннского замка», где Портос и д’Артаньян захватывают в плен Мазарини, снимались в оранжерее Таврического сада в Ленинграде[29].
- В Ялте снимались сцены «На корабле»[2].
- Дубовый кабинет Петра I в Большом Петергофском дворце — «Арестованный Карл I наблюдает за возведением помоста для собственной казни из окна», «Встреча арестованного Карла I и Арамиса» (3-я серия)[28]. «Сцена казни Карла I» снималась 13-14 октября 1990 года около Большого Петергофского дворца.
- Куропаточная гостиная Большого Петергофского дворца — «Встреча д’Артаньяна и королевы Анны Австрийской» (4-я серия)[28].
- «Рабочий кабинет кардинала Мазарини» (с камином и вращающимся глобусом), интерьер гостиницы «Козочка», трюм на корабле, апартаменты Арамиса снимались в павильонах Одесской киностудии[8].
- Несколько сцен фильма были отсняты на улице Ратаскаэву в Таллине. В частности там снималась сцена расставания друзей-мушкетёров в конце четвёртой серии, когда они договариваются встретиться ещё через десять лет.
- Финальные кадры фильма: проезд мушкетёров на лошадях под песню «Пора-пора-порадуемся…» снимался на улице Пикк-Ялг в Таллине[30].

## Факты
- В отличие от первого фильма, во время съёмок фильма «Мушкетёры двадцать лет спустя» Михаил Боярский, Вениамин Смехов, Валентин Смирнитский и Игорь Старыгин оказались почти в том возрасте, что и их герои в романе. Анатолию Равиковичу и Алисе Фрейндлих во время съёмок было больше лет чем их героям (Анне Австрийской 46, как и Мазарини), но разница в возрасте также была намного меньше, чем в первом фильме[3].
- В реальности герцогиню де Шеврёз звали не Камилла, а Мария, и она не являлась сестрой герцога де Бофора. Всё, что их связывало — это Фронда. В романе Александра Дюма ей было уже около пятидесяти лет, а актрисе Ольге Кабо к моменту начала съёмок (1990 год) было всего двадцать два года. Та же ситуация и с герцогом де Бофором — в романе ему тридцать два года, а игравшему его Игорю Дмитриеву уже более шестидесяти.
- События лишь частично совпадают с книгой Александра Дюма, особенно концовка фильма. Например, в книге Мордаунт, сын миледи Винтер, тонет в Ла-Манше, а в фильме он выплывает и продолжает мстить мушкетёрам. Де Жюссак, который помогает Мордаунту и служит Мазарини, в книге вообще отсутствовал (и вообще играл малозаметную роль), зато в книге присутствовал другой персонаж первой части — граф Рошфор, который не был врагом четвёрки. В отличие от Д’Артаньяна, Атоса и Портоса, которые и в фильме и в книге своих целей достигли, о целях Арамиса ничего не говорится, а он предъявил кардиналу широкий список требований.[31] Также присутствует ряд прочих отступлений от сюжета. Бофору из тюрьмы помог сбежать Гримо, который в фильме отсутствовал, начиная с 1-й части. Отсутствует также и Планше, который во 2-й книге стал близким другом Д’Артаньяна и предпринимателем. В то же время в фильме появляется лорд Винтер, отсутствовавший в 1-й части, Мадлен, играющая немалую роль в событиях фильма, в книге упоминается очень мало. В фильме полностью отсутствует и сюжетная линия Парижского восстания, которое возглавлял нищий из церкви святого Евстафия, бывший г-н Бонасье. Кроме того отсутствует ряд других малых, но довольно значимых эпизодов и персонажей (включая даже Людовика XIV).
- Верного слугу и камердинера Мазарини звали Бернуин. Бывший камердинер Людовика XIII Ла Шене в книге вообще отсутствовал, так как потерял свой пост и был удалён от двора ещё в 1640 году, то есть до описываемых в романе событий.
- Будущему королю Англии Карлу II на момент казни его отца Карла I было девятнадцать лет. Однако же в фильме его играет совсем ещё маленький Серёжа Боярский.
- Ольга Кабо, сыгравшая герцогиню де Шеврёз, всего на три года старше, чем Сергей Шнырёв, сыгравший её сына, виконта де Бражелона.
- По книге Мордаунту чуть больше двадцати лет. Сыгравшему его актёру Виктору Авилову на момент съемок было 38 лет (он только на 4 года младше Михаила Боярского). Кроме того в романе он носил короткую стрижку, какую в то время носили пуритане, а у Виктора Авилова в фильме длинные волосы.
- 14 февраля 2020 года в Белом зале Центрального Дома кино состоялась премьера пятисерийного документального фильма «Пока ещё мы вместе, или Мушкетёры сорок лет спустя» (режиссёр Вячеслав Каминский, автор сценария Максим Фёдоров), посвящённого созданию картин «Д’Артаньян и три мушкетёра», «Мушкетёры двадцать лет спустя», «Тайна королевы Анны, или Мушкетёры тридцать лет спустя» и «Возвращение мушкетёров, или Сокровища кардинала Мазарини».[32]